# Microsicus obscurus
Microsicus obscurus är en skalbaggsart som först beskrevs av Horn 1885.  Microsicus obscurus ingår i släktet Microsicus och familjen barkbaggar. Inga underarter finns listade i Catalogue of Life.